# Juan Falcón (médico)
Juan Falcón (¿Sariñena?, segunda mitad del siglo xv-Montpellier, 1540 o 1541) fue un médico español.

## Biografía
Nació en Sariñena (Huesca) según algunos autores y así figura en el poema del prólogo de su obra Notabilia supra Guidonem. Fue decano de la Universidad de Montpellier desde 1529 hasta su muerte. Escribió Additiones ad practicam Antonii Guarnerii (1518), Notabilia supra Guidonem (1519), sobre la obra de Guy de Chauliac, y Quaestio: utrum conferat ad morbos oculorum. El segundo de estos libros fue traducido al castellano por Juan Lorenzo Carnicer. El médico castellonense Miguel Juan Pascual fue su discípulo durante su estancia en Montpellier. Murió en esta ciudad en 1540 o 1541.